# Legionella
Legionella er en familie af Gram-negative bakterier der vokser i vand. De kan optræde som parasitter i amøber og andre protozoer og også optages og leve i makrofager, hvilket gør dem til en farlig mikrobe. De trives bedst ved temperaturer mellem 20 og 45 grader celsius; ved mere end 50 grader dør de.
Der findes mere end 40 arter af Legionella, men kun en enkelt art, Legionella pneumophila, er årsag til langt de fleste tilfælde af legionærsyge. Legionærsyge er en alvorlig lungebetændelse der oftes skyldes indånding af vanddråber med bakterien, som for eksempel når man er i brusebad.

## Legionærsyge
Legionella blev opdaget – og berygtet – efter at en stor gruppe krigsveteraner The American Legion var til årsmøde i Philadelphia i 1976 og under mødet blev smittet af bakterien, der udviklede lungebetændelse legionærsygdom hos de ramte personer. 29 døde af de i alt 182 smittede. Kilden til smitten blev aldrig klarlagt, men det var sandsynligvis et køletårn på nabobygningen til hotellet der spredte en forurenet aerosol.
I Danmark udgør Legionærsyge kun 200-300 tilfælde årligt af lungebetændelse, men i visse sydeuropæiske lande og dele af USA kan den være skyld i op til 20 % af de forekommende lungebetændelser. 

## Forekomst af legionella
Legionella trives, hvor varmt vand giver optimale betingelser.  Bakterierne er levedygtige i temperaturområdet fra 5 °C til 50-55 °C, over 60 °C bliver de inaktive efter et par minutter.  Bakterierne kan f.eks findes i og udgøre en fare i:
- Varmtvandsanlæg i private hjem, svømmehaller, hospitaler osv.
- Vandtanke og kedler
- Koldtvandsledninger f.eks. efter en lang ferie eller moderat brugt
- Brandslukningsledninger med drikkevandstilslutning
- Koldtvandsforsyningsledninger med ekstern varme
- Aircondition luftvaskere
- Køletårne
- Biofilm